# نادي سراقب
نادي سَراقِب الرِياضِيّ هو نادي كرة قدم سوري تأسس عام 1980، واتخذ من مدينة سراقب مقرًا له، حيث كان يلعب في الدرجة الثانية للدوري السوري. وذلك قبل أن يعلن انسحابه بسبب أحداث الحرب الأهلية السورية.[بحاجة لمصدر] يلعب في دوري الدرجة الأولى في إدلب.